# Клан Макдональд зі Сліта

Нашоломник клану МакДональд зі Сліта.

Герб вождів клану МакДональд зі Сліта.

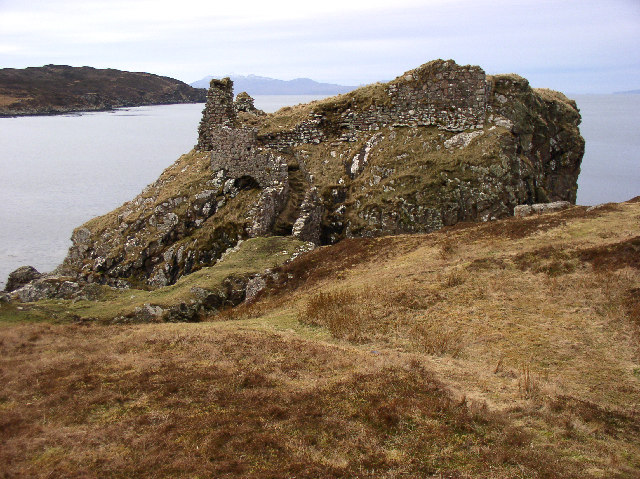
Руїни замку Дунскайх на острові Скай.

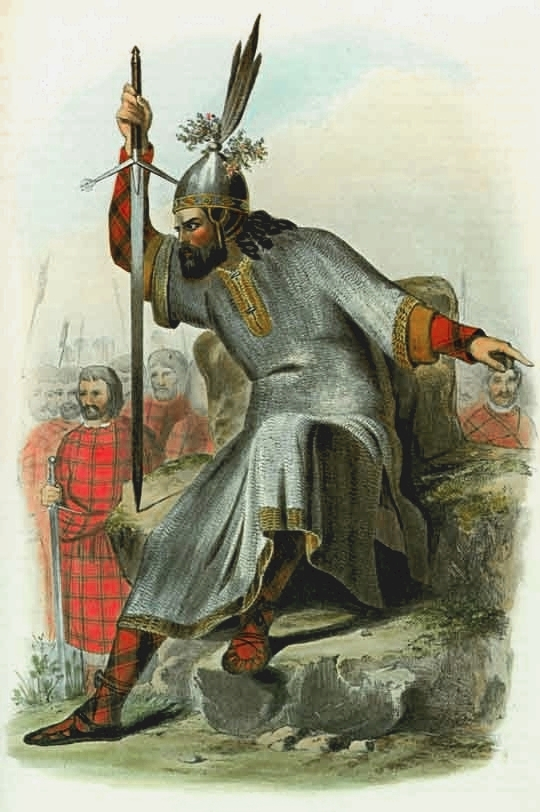
МакДональд - лорд Островів. Малюнок художника Р. Р. МакЯна. 1845.

Клан МакДональд зі Сліта — (шотл. — MacDonald Sleat, гельск. — Clann Ùisdein) — він же: клан Вісдейн, клан МакВісдейн, клан Північні Дональди — один з гірських кланів Шотландії, одна з гілок клану Дональд (МакДональд). Засновником клану МакДональд зі Сліта був Вісден (гельск. — Ùisdean) або Г'ю (гельск. — Hugh) — шостий правнук Сомерледа — короля XII століття, що носив титули Лорд Островів та Король Островів Галл (гельск. — Rì Innse Gall) — правив Гебридськими островами. Клан і його вождь визнані герольдами Шотландії як окремий клан.
Клан МакДональд зі Сліта брав участь у чисельних війнах і конфліктах між кланами, в першу чергу з кланами МакЛауд з Харріса, Данвеган, МакЛін з Дуарта. Клан сильно постраждав від міжкланових війн початку XVI століття. Клан неохоче підтримав роялістів під час так званої «Війни Трьох Королівств» у Шотландії і тяжко постраждав від поразок завданих йому республіканцями. Клан підтримав повстання якобітів у 1715 році, але відмовився підтримати повстання якобітів у 1745 році. Багато учасників повстань XVIII століття за незалежність Шотландії були після поразки повстань продані в рабство до Америки. Багато людей з цього клану змушені були кинути свої землі та емігрувати. Зараз люди клану МакДональд зі Сліта розсіяні по всьому світу.
Вождь клану: Сер Ян Годфрі Босвілл МакДональд Сліт - XVII баронет Сліт, XXV вождь клану МакДональд Сліт (Мак Вісдейн) 
Землі клану: Інвернессшир
Символ клану: гілка рослини епакріс (Epacris impressa) з родини вересових
Історичні резиденції вождя клану: замок Дунскайт, замок Дунтулм, замок Армадейл 
Нинішня резиденція вождя клану: Торп-холл, Ралстон, Західний Йоркшир, Англія

## Аналіз джерел
Багато історичних оповідей про раннє історію клану МакДональд зі Сліта носять легендарний характер і в них важко розділити правду від вигадок. Колись легенди про клан МакДональд зі Сліта переказували шенахі — професійні оповідачі легенд, зокрема шенахі МакВуйріх — шенахі з клану Ранальд, шенахі і Г'ю Макдональд з клану МакДональд зі Сліта. Сучасні дослідження проливають світло на ранню історію клану.

## Історія клану МакДональд зі Сліта

### Походження
Клан МакДональд зі Сліта є гілкою давнього клану Дональд, що має ірландське і частково норвезьке походження. Предком клану є Домналл (гельск. — Domhnall) — син Рагналла (гельск. — Raghnall) сина Сомайрле (гельск. — Somhairle). Існують традиційні родоводи клану складені у середньовіччя, родоводи ведуть до давніх ірландських королів. Сучасні історики не довіряють цим генеалогіям. Сомайрле був королем в XII столітті, що правив на Гебридських островах — в так званому «королівстві Островів». Мав ще титул «короля Аргайл». Точної інформацію про дати його правління немає.
Клан МакДональд зі Сліта походить від сина Домналла — Аонгаса Мора, та він його сина — Аонгаса Ога. Син Аонгаса Ога (Енгуса, Ангуса) — Еойн був І лордом Островів. Перший шлюб він уклав з Амі — спадкоємицею клану Руайдрі. Еойн потім розлучився з Амі і одружився з Маргарет — дочкою короля Роберта II. Права на успадкування титулу і володінь були передані від нащадків від першого шлюбу до нащадків від другого шлюбу. Еойну успадкував його син Домналл Островитянин, а йому в свою чергу його син — Аласдайр Островитянин. Клан МакДональд зі Сліта походить від Вісдена — позашлюбного сина Аласдайра Айла та дочки О'Беолана — ігумена Апплекросса.

### XV століття
Перша згадка про клан Вісден зустрічається в традиційних історичних переказах та легендах, які переповідали шенахі — професійні оповідачі шотландських легенд і були потім записані. Зокрема, легенди про клан Віснех переповідали шенахі МакВуріх і Х'ю Макдональд. Згідно шенахі зі Сліт, клан Вісден походить від переселенців з Оркнейських острівів — вікінгів та ірландців. Легенди свідчать, що мешканці Західних островів перемогли людей з північних островів. Під час війни був вбитий ерл Оркні. Клан Вісден потім розорив землі Оркні і здобув багато здобичі. Ангус і Арчибальд МакДональди здійснили похід близько 1460 року, коли вони втрачали право на спадок і намагались свої права відстояти. У 1463 році, Еоін II — лорд Островів отримав крім спадщини земель клану ще 28 меркландів зі Сліту на додаток до земель на заході графства Росс, що йому передали у попередньому році. У 1469 клан Вісден отримав від графа Росс ще 30 меркландів в Скейроу (в Південному Уїсті), 12 мекландів Бенбекала, 1 меркланд з Гергрінісу та Бенбекала, 2 меркланди з Сколпіга, 4 меркланди з Талловмартіна, 6 меркландів з Орінсея, півмеркланду з Ванлісу (Північний Уїст), 28 меркландів зі Сліту. Найбільш ранні люди з клану Вісдейн відомі з земель баронства Сліт. Їхньою резиденцією був замок Дунскайх.
Клан відіграв деяку роль у капітуляції графа Росс, за що король пообіцяв клану землі у 1476. У 1493 році клан отримав підтвердження своїх прав на володіння землями, які йому були надані графом Росс ще у 1469 році. Вождь клану Вісден помер у 1498 році і був похований в Північному Уїсті.
За своє життя Вісден мав кількох дружин та багато дітей від них і від інших жінок. Багато з його дітей і нащадків відомі в історії Шотландії. Його наступником став його син Еойн. відомим був Домналл Галлах — син жінки з клану Ганн. Домналл Хеарах був сином жінки з клану МакЛауд з Гаррісу. Аогнасс Коллах був сином жінки з клану МакЛін з Колл. Гіллесбайг Дув був сином дочки Торквілла МакЛауда з Люїса. Аонгас Дув був сином дочки Моріса — вікарія з Південного Віста.